# Banjol
 Ovo je glavno značenje pojma Banjol. Za hrid kod Rovinja pogledajte Banjol (Rovinj).
Banjol je naselje na otoku Rabu. Administrativno naselje pripada gradu Rabu, Primorsko-goranska županija.

## Zemljopisni položaj
Nalazi se na jugozapadnoj strani otoka, nasuprot otoku Dolinu, od kojega ga dijeli Barbatski kanal.
Najbliža grad je Rab (1 km sjeverozapadno) i Barbat na Rabu (2 km jugoistočno).

## Stanovništvo
Prema popisu iz 2001. godine, naselje je imalo 2000 stanovnika.
| broj stanovnika | 421   | 468   | 487   | 444   | 398   | 537   | 537   | 946   | 941   | 1217  | 1239  | 1530  | 1677  | 1945  | 1971  | 1907  | 1708  |
|                 | 1857. | 1869. | 1880. | 1890. | 1900. | 1910. | 1921. | 1931. | 1948. | 1953. | 1961. | 1971. | 1981. | 1991. | 2001. | 2011. | 2021. |